# Infestissumam
Infestissumam je druhé studiové album švédské heavymetalové hudební skupiny Ghost. Vydáno bylo 9. dubna 2013 vydavatelstvím Loma Vista Recordings. Jeho producentem byl Nick Raskulinecz. Tematicky pojednává album o přítomnosti Ďábla a Antikrista, skupina zmiňuje také minulost katolické církve, především její „zkaženost“. Zpěvák Papa Emeritus je jejím představitelem a jako postava „ukazuje zálibu v neřesti“. Album bylo ve Švédsku oceněno zlatou deskou za více než 20 000 prodaných kopií, ve Spojených státech amerických se během prvního týdne na trhu prodalo více než 14 000 kusů a deska se umístila na 28. pozici v hitparádě Billboard 200. Skupina poté vyhrála švédskou cenu Grammis za Nejlepší hardrockové/metalové album.

## Seznam skladeb
| Pořadí         | Název                 | Délka |
| -------------- | --------------------- | ----- |
| 1.             | Infestissumam         | 1:42  |
| 2.             | Per Aspera ad Inferi  | 4:09  |
| 3.             | Secular Haze          | 5:11  |
| 4.             | Jigolo Har Megiddo    | 3:58  |
| 5.             | Ghuleh / Zombie Queen | 7:29  |
| 6.             | Year Zero             | 5:50  |
| 7.             | Body and Blood        | 3:43  |
| 8.             | Idolatrine            | 4:24  |
| 9.             | Depth of Satan's Eyes | 5:25  |
| 10.            | Monstrance Clock      | 5:53  |
| Celková délka: | Celková délka:        | 47:47 |

## Obsazení
- Papa Emeritus – zpěv

Bezejmenní ghůlové
- – sólová kytara
- – basová kytara
- – rytmická kytara
- – klávesy
- – bicí

Technická podpora
- Nick Raskulinecz – produkce